# サルート・オブ・ザ・ジャガー
『サルート・オブ・ザ・ジャガー』（原題：The Blood of Heroes/The Salute of the Jugger）は、1989年制作のオーストラリア・アメリカ合衆国合作のスポーツ・アクション映画。アメリカでは“The Blood of Heroes”のタイトルで劇場公開された。
『ブレードランナー』の脚本家として知られるデヴィッド・ピープルズの初監督作品（兼脚本）。その『ブレードランナー』でレプリカント役を演じたルトガー・ハウアーが主演。
撮影は南オーストラリア州クーバーペディで行われた。
この映画をきっかけに、欧米では「ジャガー」（Jugger）という本作に登場する架空のスポーツを競技化したスポーツが行なわれるようになった。

## あらすじ
23世紀の地球。全ての文明は滅亡し、荒涼たる砂漠が広がっていた。人々は砂漠でテント生活をするかたわら、犬の頭蓋骨を使って行うラグビーに似たスポーツに熱狂していた。その選手たちは“ジャガー”と呼ばれ、勝者となって中央のリーグに入る事が出来れば裕福で安定した生活が出来るため、皆リーグ加入を夢見ていた。
そんな“ジャガー”の一人サロウはかつてそのリーグに入っていたものの、今は落ちぶれて各地をさまよっていた。立ち寄ったある村でサロウは“ジャガー”を目指す女キッダと出会い、彼女に厳しい特訓をほどこした上で同行させる。
いつしか、恋に落ちたサロウとキッダは、リーグ加入のチャンスをつかむべく、地下世界を舞台にした激しい闘いの世界に身を投じていく。

## キャスト
- ルトガー・ハウアー：サロウ
- ジョアン・チェン：キッダ
- デルロイ・リンドー：ムブル
- アンナ・カタリナ：ビッグ・シンバー
- ヴィンセント・ドノフリオ：ヤング・ガー
- ジャスティン・モンジョ：ドッグ・ボーイ
- マックス・フェアチャイルド：ゴンゾ
- ヒュー・キース・バーン：ロード・ヴィル